# Guillermo Haro
Niektóre z zamieszczonych tu informacji od 2017-12 wymagają weryfikacji.
 Po wyeliminowaniu niedoskonałości należy usunąć szablon [[Szablon:Dopracować|]] z tego artykułu.
Guillermo Haro (ur. 21 marca 1913, zm. 26 kwietnia 1988) – meksykański astronom, współodkrywca obiektów Herbiga-Haro.
Odkrył także gwiazdy typu T Tauri, jedną supernową, 10 nowych oraz jedną kometę.